# René Maunier
René Maunier (* 26. August 1887 in Niort, Département Deux-Sèvres; † 1951) war ein französischer Rechtssoziologe.
René Maunier wurde 1909 in Paris promoviert und war von 1911 bis 1918 Professor an der Rechtsschule der Khediven in Kairo, wo er Strafrecht und Politische Ökonomie lehrte.  Außerdem gab er die statistischen Veröffentlichungen des ägyptischen Justizministerium heraus. 1919 wechselte er an die Universität Algier, 1924 wurde er an die Sorbonne berufen, zeitweise lehrte er auch an der Universität Algier. 1935 wurde er in die American Academy of Arts and Sciences gewählt.
Er war Vizepräsident des Internationalen Instituts für Soziologie (IIS) und fungierte, laut René König in einem Brief an Helmuth Plessner, im Zweiten Weltkrieg als IIS-Leiter, bevor es aus dem französischen Vereinsregister gestrichen wurde. Maunier war wegen Kollaboration mit der deutschen Besatzungsmacht verurteilt worden und durfte kein Lehramt mehr bekleiden.